# Hình học elliptic
Hình học elliptic là một ví dụ về hình học trong đó tiên đề song song của Euclid là không đúng. Thay vào đó, như trong hình học cầu, không có đường thẳng song song vì hai đường thẳng trên mặt cầu luôn giao nhau. Tuy nhiên, không giống như trong hình học cầu, hai đường thường được giả định là giao nhau tại một điểm (chứ không phải hai). Bởi vì điều này, hình học elip được mô tả trong bài viết này đôi khi được gọi là hình học elliptic đơn trong khi hình học hình cầu đôi khi được gọi là hình học elliptic đôi.
Sự xuất hiện của hình học này trong thế kỷ XIX đã kích thích sự phát triển của hình học phi Euclide nói chung, bao gồm cả hình học hyperbol.
Hình học elliptic có nhiều tính chất khác với các đặc tính của hình học phẳng Euclide cổ điển. Ví dụ: tổng các góc trong của bất kỳ tam giác nào luôn lớn hơn 180°.

## Định nghĩa
Trong hình học elip, hai đường thẳng vuông góc với một đường thẳng đã cho phải cắt nhau. Trong thực tế, các đường vuông góc ở một phía tất cả giao nhau tại một điểm duy nhất gọi là cực tuyệt đối của đường thẳng đó. Các đường vuông góc ở phía bên kia cũng giao nhau tại một điểm. Tuy nhiên, không giống như trong hình học hình cầu, các cực ở hai bên là như nhau. Điều này là do không có điểm đối cực trong hình học elip. Ví dụ, điều này đạt được trong mô hình siêu phẳng (được mô tả bên dưới) bằng cách tạo các "điểm" trong hình học của chúng ta thực sự là các cặp điểm đối diện trên một hình cầu. Lý do để làm điều này là vì nó cho phép hình học elliptic thỏa mãn tiên đề rằng có một đường thẳng duy nhất đi qua hai điểm bất kỳ.
Mỗi điểm tương ứng với một đường cực tuyệt đối mà nó là cực tuyệt đối. Bất kỳ điểm nào trên đường cực này tạo thành một cặp liên hợp tuyệt đối với cực. Một cặp điểm như vậy là trực giao và khoảng cách giữa chúng là một góc phần tư. :89